# Liste der Straßen und Plätze in Flensburg/D
| Name                                               | Hintergrund | Koordinate                                | Schild |
| -------------------------------------------------- | --- | ----------------------------------------- | ------ |
| Daniel-Frese-Weg Daniel Freses Gade                | Benannt nach dem Kartographen und Maler Daniel Frese (1540–1611). | Lage, Weiche (PLZ 24941)                  |        |
| Diblerstraße Diblersgade                           | Benannt nach dem Glockengießer Michael Dibler, der im 16. Jahrhundert lebte. Die von ihm beispielsweise gegossene Katharinenglocke der alten Katharinenkirche des Franziskanerklosters befindet sich heute im Städtischen Museum. | Lage, Südstadt (PLZ 24941)                |        |
| Dietrich-Buxtehude-Straße Dietrich Buxtehudes Gade | Benannt am 5. April 1961 nach dem dänisch-deutschen Organisten und Komponisten Dieterich Buxtehude (1637–1707). Die Straße liegt im westlichen Bereich des Stadtteils Engelsby. Da viele der dortigen Straßen Namen bekannter Komponisten tragen, wird dieser Bereich auch Musikerviertel genannt. | Lage, Engelsby (PLZ 24943)                |        |
| Dietrich-Nacke-Straße Dietrich Nackes Gade         | Ein ehemaliger Bürgermeister der Stadt Flensburg und Stifter des Nackestiftes. Die Straße ist nicht mit dem „Dietrich-Nacke-Hof“ in der Großen Straße Nummer 48 (sowie auch nicht mit der Stiftstraße, in welcher das Nackestift steht) zu verwechseln. | Lage, Westliche Höhe (PLZ 24939)          |        |
| Distelfalterhof                                    | Benannt nach der Schmetterlingsart Distelfalter. | Lage, Weiche (PLZ 24941)                  |        |
| * Dönitzhof                                        | Am Norderhofenden 1 gelegener Hinterhof der Polizeidirektion Flensburg, der nach Karl Dönitz benannt worden ist. Am 23. Mai 1945 wurden hier ranghohe Mitglieder der Regierung Dönitz der Weltpresse vorgeführt, darunter Karl Dönitz, Alfred Jodl und Albert Speer. | Lage, Flensburger Innenstadt              |        |
| Dorfplatz                                          | Die kurze Straße, an einem kleinen grünen Rasenplatz, wurde um das Jahr 2000 herum im Zentrum von Sünderup, im Zuge des Ausbaus des Stadtbezirks, eingerichtet. Der Name Dorfplatz wurde offiziell am 22. November 2001 beschlossen. | Lage, Tarup (PLZ 24943)                   |        |
| Dorfstraße                                         | Die Straße in Tarup erhielt ihren offiziellen Namen im Jahr 1958. Vgl. Dorf | Lage, Tarup (PLZ 24943)                   |        |
| Dorotheenstraße Dorotheagade                       | Die Straße erhielt ihren Namen im Jahr 1894. Der Grund für die Benennung ist unklar. Die benachbarte Gertrudenstraße bezieht sich auf die Nähe zum Gertrudenholz, einem Teil der Marienhölzung, und somit indirekt auf die Heilige Gertrud (vgl. St. Gertrud (Flensburg)). Der benachbarte Marienhölzungsweg bezieht sich auf die Marienhölzung und damit auf die Heilige Maria. Daher könnte in diesem Fall die Heilige Dorothea Patin gestanden haben. — In Frage käme aber auch eine andere Dorothea, beispielsweise Dorothea von Sachsen-Lauenburg, die Königin von Dänemark und Norwegen war und Flensburg mehrfach besuchte und in der Angelburger Straße ein Haus besaß. In anderen Städten existieren ebenfalls Dorotheenstraßen, beispielsweise seit 1906 in Kiel, wo ein Teil der dortigen Marienstraße, die 1895 angelegt worden war, umbenannt wurde. Die Straße in Kiel soll nach der Gattin eines lokalen Politikers benannt worden sein, gemäß Familienüberlieferungen von Nachfahren des Politikers. Die Dorotheenstraße in Berlin wurde wiederum im Jahr 1822 nach Dorothea Sophie von Schleswig-Holstein-Sonderburg-Glücksburg benannt, die in Glücksburg geboren wurde und Kurfürstin von Brandenburg wurde. | Lage, Westliche Höhe (PLZ 24939)          |        |
| * Dreiecksplatz                                    | Der Dreieckige Platz befindet sich am unteren Ende der Harrisleer Straße in der Neustadt. Auf dem Platz steht der Obelisk zum Gedenken an die Gefallenen von der Schlacht von Bau. Die Neustadt war einer der Brennpunkte der Kämpfe. | Lage, Nordstadt                           |        |
| Dreschbogen                                        | Die bogenförmig verlaufende Straße wurde im Zuge der dortigen Neubebauung, die um 2000 herum entstand, gebaut und erhielt ihren Namen offiziell im Jahr 2001. Der Straßenname nimmt, mit der landwirtschaftliche Betätigung des Dreschens, Bezug auf den ländlichen, dörflichen Charakter von Sünderup. Ob direkt im Gebiet der Straße Korn gedroschen wurde, ist nicht überliefert. | Lage, Tarup (PLZ 24943)                   |        |
| Drosselweg Drosselvej                              | Benannt nach der Vogelart der Drosseln. Ein besonderer Hintergrund liegt nicht vor. Weitere Straßen der Gegend sind ebenfalls nach Vogelarten benannt. Siehe auch: Amselstraße, eine Straße in einer anderen Gegend der Stadt. | Lage, Nordstadt (PLZ 24939)               |        |
| Dr.-Todsen-Straße Dr. Todsens Gade                 | Benannt nach Hermann Bendix Todsen (1864–1946), dem Flensburger Oberbürgermeister von 1899 bis 1930. Die Straße erhielt ihren Namen im Jahr 1961. | Lage, Flensburger Innenstadt (PLZ 24937)  |        |
| Duburger Straße Duborggade                         | Eine Straße beim Stadtbezirk Duburg und dementsprechend unweit des Burgareals der zerfallenen und abgerissenen Duburg. | Lage, Neustadt/Westliche Höhe (PLZ 24939) |        |